# Житник, Фёдор Тимофеевич
Фёдор Тимофеевич Житник (1905 год, Дмитровка, Харьковская губерния — 8 августа 1981 года) — председатель колхоза, Герой Социалистического Труда (1948).

## Биография
Родился в 1905 году в селе Дмитровка Богодуховского уезда Харьковской губернии (ныне Богодуховского района Харьковской области Украины). В раннем детстве вместе со своей семье переехал в село Холмогоровку (сегодня — Талды-Курганская область Казахстана). С 1929 года работал в колхозе имени Сталина. С 1930 по 1934 год служил в отряде ОГПУ. Участвовал в Великой Отечественной войне в составе 8-й гвардейской Панфиловской дивизии. После войны возвратился в родной колхоз, где стал работать бригадиром полеводческой бригады. С 1949 года по 1961 год был председателем колхозов имени Панфилова и «Заря коммунизма». С 1962 года был заведующим Жоламанского овцеводческого совхоза.
В 1947 году бригада, руководимая Фёдором Житником, получила 15,2 центнеров пшеницы с посеянной площади и 30,8 центнеров пшеницы с 46,5 гектаров, за что он был удостоен звания Героя Социалистического Труда.

## Награды
- Герой Социалистического Труда — Указом Президиума Верховного Совета от 28 марта 1948 года.
- два ордена Ленина (28.03.1948, 11.01.1957);
- орден «Знак Почёта» (05.11.1940).

## Источник
- Герои Социалистического труда по полеводству Казахской ССР. Алма-Ата. 1950. 412 стр.